# Драздаускайте, Раса
Раса Драздаускайте (лит. Rasa Drazdauskaitė; род. 20 марта 1981, Шяуляй) — литовская легкоатлетка, специалистка по бегу на длинные дистанции и марафону. Выступала за сборную Литвы по лёгкой атлетике в 2000—2016 годах, участница ряда крупных международных соревнований, в том числе трёх летних Олимпийских игр.

## Биография
Раса Драздаускайте родилась 20 марта 1981 года в городе Шяуляй Литовской ССР.
Впервые заявила о себе в лёгкой атлетике на международной арене в сезоне 2000 года, когда вошла в состав литовской национальной сборной и выступила на чемпионате мира среди юниоров в Сантьяго, где в беге на 1500 метров финишировала пятой.
В 2001 году в той же дисциплине стала пятой на молодёжном чемпионате Европы в Амстердаме.
Начиная с 2002 года выступала на взрослом уровне, в частности, в этом сезоне стартовала в беге на 1500 метров на взрослом чемпионате Европы в Мюнхене. Тем не менее, попасть здесь в финал не смогла.
В августе 2003 года провалила допинг-тест, сделанный во время соревнований — в её пробе обнаружили запрещённый анаболический стероид станозолол. В итоге её отстранили от участия в соревнованиях сроком на два года.
По окончания срока дисквалификации Драздаускайте вернулась в большой спорт и в 2006 году одержала победу на Вильнюсском полумарафоне.
В 2007 году в беге на 1500 метров стартовала на европейском первенстве в помещении в Бирмингеме, но остановилась уже на стадии предварительных квалификационных забегов. Помимо этого, закрыла десятку сильнейших в зачёте Франкфуртского марафона.
В 2008 году с результатом 2:31:59 стала шестой на Гамбургском марафоне. Благодаря череде удачных выступлений удостоилась права защищать честь страны на летних Олимпийских играх 2008 года в Пекине — в программе женского марафона показала время 2:35:09, расположившись в итоговом протоколе соревнований на 37 позиции.
В 2009 году одержала победу на чемпионате Литвы в беге на 10 000 метров, выиграла Таллинский полумарафон, финишировала пятой в программе полумарафона на летней Универсиаде в Белграде.
В 2010 году вновь была лучшей в зачёте литовского национального первенства на дистанции 10 000 метров. Также с рекордом трассы (2:31:06) отметилась победой на Афинском классическом марафоне, заняла 15 место в марафоне на чемпионате Европы в Барселоне.
В 2011 году финишировала второй на Туринском марафоне, уступив только украинке Юлии Рубан. Побывала на Всемирных военных играх в Рио-де-Жанейро, где стартовала на дистанциях 5000 и 10 000 метров.
Находясь в числе лидеров легкоатлетической команды Литвы, благополучно прошла отбор на Олимпийские игры 2012 года в Лондоне. На сей раз преодолела марафонскую дистанцию за 2:29:29, установив тем самым свой личный рекорд в данной дисциплине, и заняла итоговое 27 место.
В 2014 году стала седьмой в марафоне на европейском первенстве в Цюрихе.
В 2015 году в марафонской дисциплине финишировала одиннадцатой на чемпионате мира в Пекине и шестой на Всемирных военных играх в Мунгёне.
В 2016 году показала четвёртый результат в полумарафоне на чемпионате Европы в Амстердаме. Выполнив олимпийский квалификационный норматив 2:45:00, прошла отбор на Олимпийские игры в Рио-де-Жанейро — здесь в программе марафона показала время 2:35:50 и заняла с ним итоговое 37 место.